# ایلونا اوستروفسکا
ایلونا اوستروفسکا (لهستانی: Ilona Ostrowska؛ زادهٔ ۲۵ مهٔ ۱۹۷۴) بازیگر اهل لهستان است.
از فیلم‌ها یا مجموعه‌های تلویزیونی که وی در آن‌ها نقش داشته است، می‌توان به کمیسر ماما، یک ورشویی، بدون پنهان‌کاری، سکوت، نشانه‌گذاری‌شده، لالایی، در خوشی و سختی، مأموریت افغانستان، قانون حقیقی، پدر متیو، ع چون عشق، مزرعه و هتل ۵۲ اشاره نمود.